# Ronit Yudkevitz

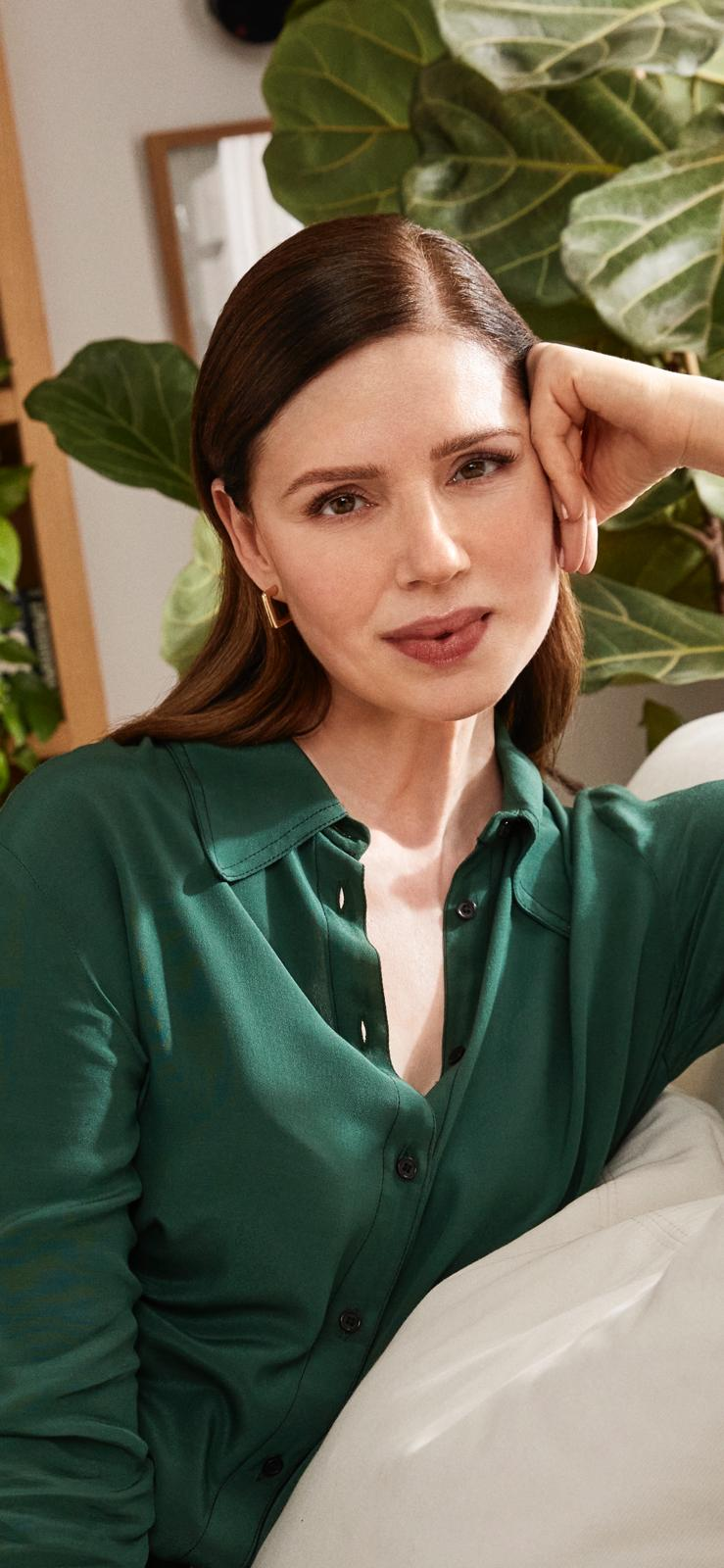
Ronit Yudkevitz (2022)

Ronit Yudkevitz (hebräisch רונית יודקביץ'; * 14. November 1965 in Petach Tikwa) ist ein israelisches Model und eine Schauspielerin.

## Leben
Mit 14 Jahren wurde Yudkevitz als Model entdeckt. Nachdem sie mehrere Preise gewonnen hatte, setzte sie sich in den USA und in Japan als internationales Model durch. 1998 zog sie mit ihrem Mann, dem Tennislehrer Fernando Banderas, sowie den beiden gemeinsamen Kindern nach Brasilien. Nach der Scheidung kehrte sie nach Israel zurück und konzentrierte sich auf die Schauspielerei. Mit ihrer ersten Rolle in dem Drama Matana MiShamayim wurde sie mit einer Nominierung des israelischen Filmpreises Ophir Award als Beste Hauptdarstellerin bedacht. Eine zweite Nominierung folgte 2006 für ihre Darstellung in dem Drama Sweet Mud – Im Himmel gefangen.

## Filmografie (Auswahl)
- 2003: Matana MiShamayim
- 2006: Sweet Mud – Im Himmel gefangen (Adama Meshuga'at)
- 2008: Sieben Minuten im Himmel (Sheva dakot be gan eden)
- 2009: Zodiac Land

## Auszeichnungen (Auswahl)
- 2003: Nominierung für den Ophir Award als Bester Hauptdarstellerin für ihre Rolle in Matana MiShamayim
- 2006: Nominierung für den Ophir Award als Bester Hauptdarstellerin für ihre Rolle in Sweet Mud – Im Himmel gefangen